# A Fix with Sontarans
A Fix with Sontarans (Un règlement de comptes avec les Sontariens) est un sketch diffusé dans l'émission pour enfant de la BBC Jim'll Fix It dans lequel apparaît le sixième Docteur, joué par Colin Baker. Diffusé le 23 février 1985, il ne fait pas partie de la continuité de la série.

## Distribution
- Colin Baker : Le Docteur
- Janet Fielding : Tegan Jovanka
- Jimmy Savile : lui-même
- Clinton Greyn : Marshal de groupe Nathan
- Tim Raynham : Sontarien
- Gareth Jenkins : lui-même

## Résumé
En prologue le présentateur, Jimmy Savile lit la lettre du jeune Gareth Jenkins dont les parents ont créé un costume semblable à celui du Docteur, son héros préféré.
Le Docteur est en train d'effectuer des réparations sur la console du TARDIS lorsqu'il transporte par accident son ancienne assistante Tegan. Peu heureuse d'être ici, elle aide le Docteur lorsque celui-ci lui explique que deux Sontariens sont sur le vaisseau et ont l'intention de l'exploser avec à une bombe au vitrox.
Le Docteur téléporte accidentellement Gareth Jenkins, déguisé de la même manière que lui. Gareth suit alors les instructions du Docteur afin qu'ils puissent créer un piège contre les Sontariens. Les deux extraterrestres explosent une porte et rentrent dans la salle de contrôle. Au cours de la discussion ils apprennent le nom de l'enfant et souhaitent le tuer car en 2001, un jeune garçon du nom de Gareth Jenkins mettra en déroute les plans de leur invasion de la Terre.
Gareth lance le piège qui dissout alors les deux aliens. Lorsque le Docteur demande comment il fait pour contrôler aussi bien le TARDIS, l'enfant répond qu'il l'a vu le contrôler à la télévision. Jimmy Savile apparaît alors sur le contrôle du TARDIS et entre dans le vaisseau. Le Docteur offre à Gareth la médaille de l'émission "Jim'll Fix it" ainsi que le pistolet des Sontariens.

### Continuité
- Même si les événements de cet épisode n'ont pas de continuité avec le reste de la série, notamment à cause de la destruction du quatrième mur, cela suit une certaine logique avec le reste de la série. Ainsi lorsque Tegan est téléportée dans le vaisseau, elle constate que le Docteur a changé. Elle apparaît avec le même uniforme d’hôtesse de l'air que dans « Logopolis. »
- Certains fans ont théorisé que l'épisode pourrait se situer après « Mindwarp » afin d'expliquer l'absence de Peri.
- Plusieurs publications dérivées de la série ont tenté de donner une explication à cet épisode, le roman "Business Unusual" expliquant qu'il s'agissait d'un rêve.
- Dans le script, le Sontarien qui n'est pas nommé à l'écran est indiqué comme étant Turner, en référence au producteur de Doctor Who, John Nathan-Turner.

## Production
Cette petite séquence fut créée pour l'émission Jim'll Fix It dans laquelle des jeunes spectateurs demandaient à Jimmy Savile d'aider à réaliser leur rêve. Cela faisait quatre ans que la production de l'émission souhaitait pouvoir faire quelque chose avec Doctor Who. Plusieurs pistes furent explorées, le producteur John Nathan-Turner insistant pour que le Docteur reste dans le caractère. Lorsqu'un jeune garçon, Gareth Jenkins publia une lettre avec une photo de lui déguisé en sixième Docteur, le scénariste Eric Saward fut d'accord pour écrire un sketch, filmé par Marcus Mortimer, le réalisateur de l'émission.

### Casting
- À l'époque du tournage de cette séquence, la production de la vingt-deuxième saison était finie et Nicola Bryant était partie en vacances. Ayant appris sa non disponibilité, l'actrice Janet Fielding accepta de revenir dans le rôle de Tegan.
- Gareth Jenkins est devenu le chef de campagne de l'association caritative Save the Children.

### Tournage
Colin Baker expliqua plus tard avoir été assez décontenancé par le tournage de cette séquence, notamment par Jimmy Savile qu'il trouvait "effrayant et condescendant" et disait ne pas comprendre pourquoi celui-ci s'attribuait le mérite de la séquence. On peut d'ailleurs le voir faire la grimace lorsque l'animateur prend la main de Janet Fielding afin de l'approcher de sa bouche.
En 2012, un an après la mort de Savile, le documentaire, L'Autre Visage de Jimmy Savile, diffusé sur la chaîne de télévision ITV révélait au monde le « prédateur sexuel » d'adolescentes que Jimmy Savile avait été dans les années 1960 et 1970. Si à ce moment-là seulement cinq femmes avaient témoigné sur ce qu'elles avaient subi, on estime à environ 300 le nombre des victimes potentielles de Savile,,,. En 2012, Colin Baker reviendra sur ce tournage dans une interview du Daily Mail où il expliquait qu'il ne l'avait jamais senti aucune empathie envers Savile durant le tournage "Même si on était dans le TARDIS, on sentait qu'on était dans son territoire et son agenda." Dans un bonus DVD il dira que "Jimmy Savile était bien plus effrayant que les Sontariens." 
Gareth Jenkins dira n'avoir pas été traumatisé par la séquence et n'avoir reçu aucun attouchement de la part de Savile. Il retrouvera Colin Baker en janvier 2013 pour un événement caritatif.
Baker expliquera plus tard qu'il ne connaissait pas son texte durant le tournage et avait accroché certaines lignes de dialogue sur la console du TARDIS afin de pouvoir les masquer (une méthode souvent utilisée par l'acteur Jon Pertwee.)  

## Éditions commerciales
- L'épisode fut édité en bonus sur l'édition DVD de « The Two Doctors » sortit en Angleterre le 8 septembre 2003. Ainsi que dans le coffret Bred for War contenant les épisodes des Sontariens, (« The Time Warrior », « The Sontaran Experiment » et « The Invasion of Time. ») Néanmoins, en 2014 le sketch fut supprimé à la suite de la découverte des affaires Savile[8].